# ولیکا ژولیئویکا
ولیکا  ژولیئویکا (به لاتین: Velika Žuljevica) یک منطقهٔ مسکونی در بوسنی و هرزگوین است که در جمهوری صرب بوسنی واقع شده‌است.